# 鹽町站
鹽町站（日语：／ Shiomachi eki */?）是位於廣島縣三次市鹽町，屬於西日本旅客鐵道（JR西日本）的藝備線和福鹽線的車站。

## 概要
此站的所屬線為藝備線，同時也是福鹽線的終點站。但在福鹽線列車的運輸系統上均駛入至三次站，沒有以此站為終點站的福鹽線列車。而此站過去為藝備線的急行列車停靠站。

## 歷史
- 1930年4月22日：藝備鐵道（日语：芸備鉄道）田幸站（日语：／）啟用。
- 1933年：

- 6月1日：藝備鐵道被國有化，轉為國有鐵道庄原線的車站。
- 11月15日：福鹽北線此站至吉舍站之間開通，此站成為轉車站。

- 1934年1月1日：此站改名為鹽町站（第二代）[4]。同時（第一代）鹽町站改名為神杉站[5]。
- 1936年10月10日：庄原線編入至三神線，備中神代站至備後十日市站（現時：三次站）之間為三神線。此站成為三神線車站。
- 1937年7月1日：備中神代站至廣島站之間成為藝備線。此站成為藝備線車站。
- 1938年7月28日：此站至福山站之間全線開通，福鹽北線成為福鹽線的一部分。
- 1985年12月1日：降為簡易委託車站。
- 1987年4月1日：隨國鐵分割民營化，車站由西日本旅客鐵道（JR西日本）營運。
- 2002年3月23日：藝備線的急行列車「三次」進行整合。該列車在三次站至備後落合站之間為普通列車。
- 2005年4月1日：改為無人車站。
- 2007年7月1日：藝備線的急行列車全部廢止。

## 車站構造

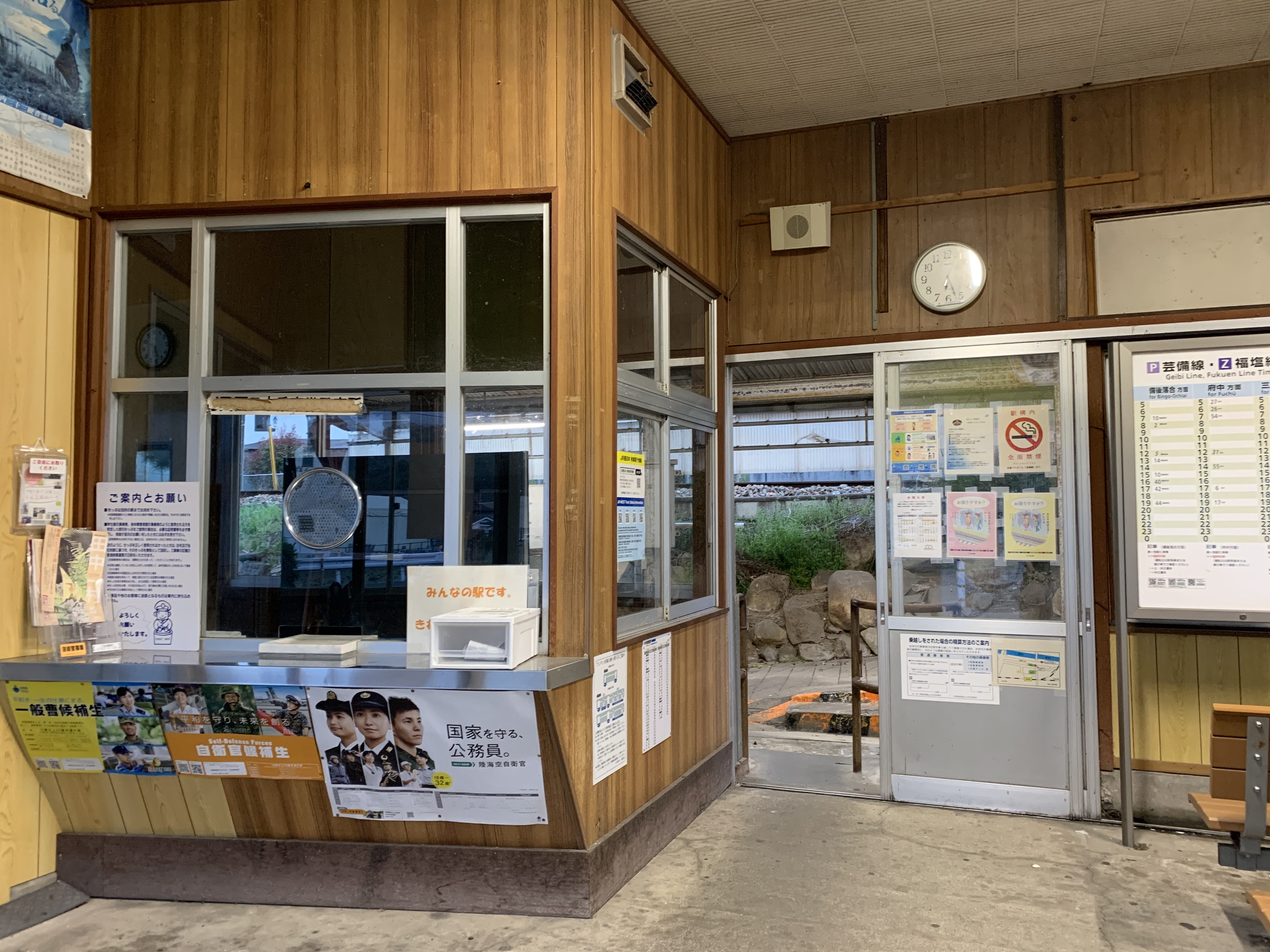
驗票口（2021年4月）
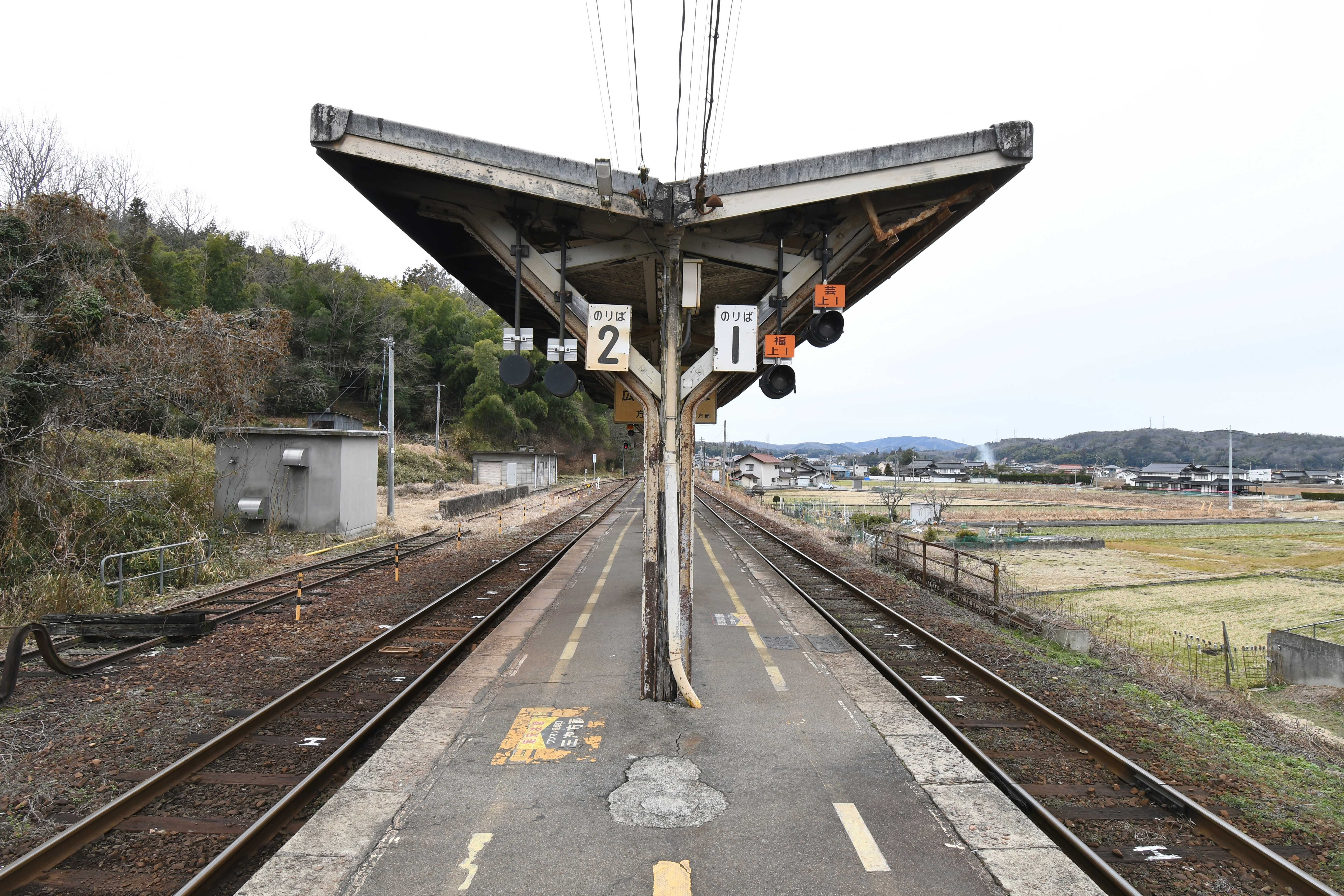
1號與2號月台（2023年1月）
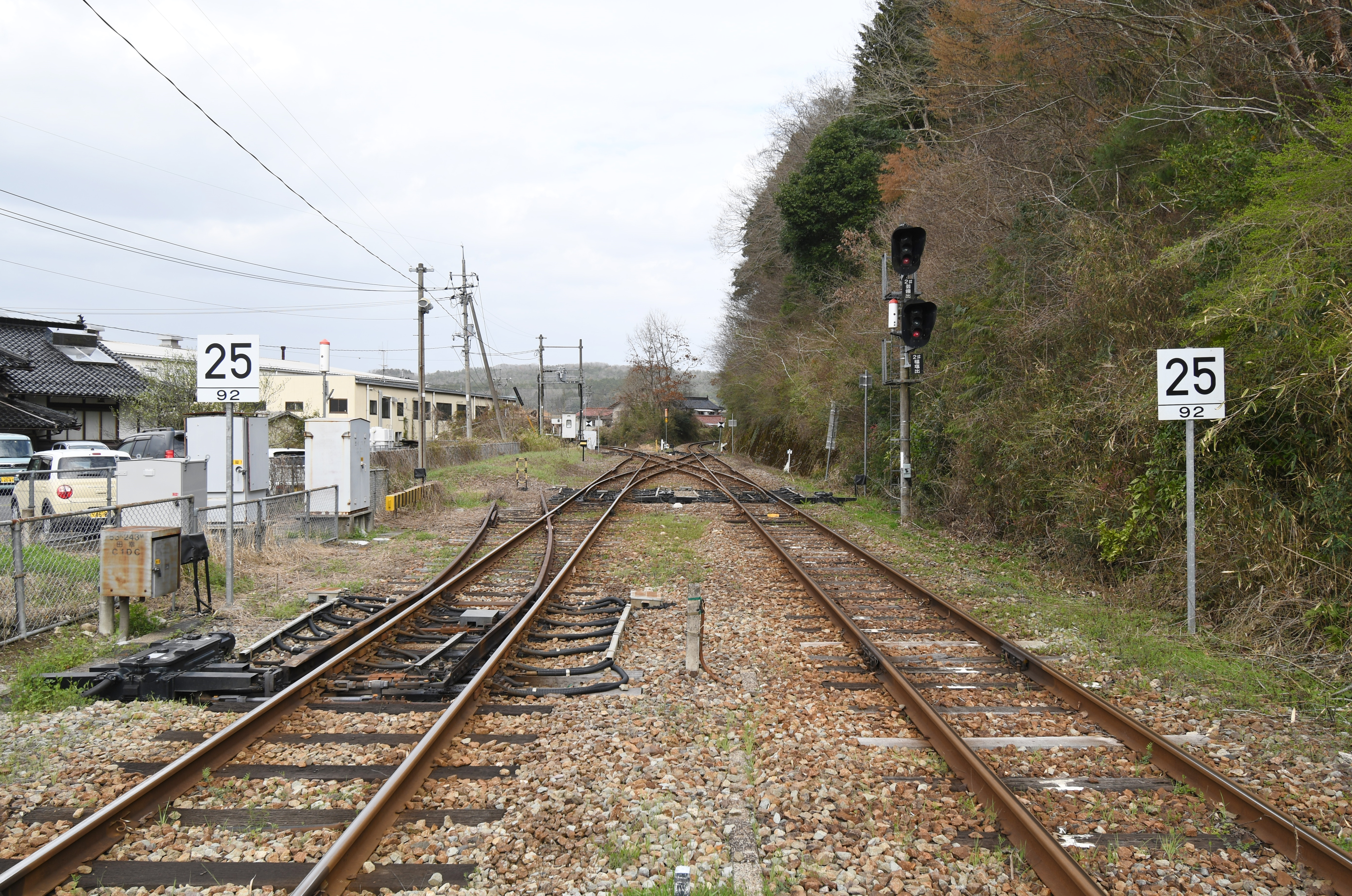
藝備線與福鹽線的分岔點（2023年3月）

此站是地面車站，設有1面2線的島式月台，可進行列車交會。站房與月台之間透過在1984年完工的行人隧道連接。此站的站房是一座木造瓦頂的古老建築物，站內設有計程車公司的營業所。此站在2005年前委托該公司負責售票業務，並使用流動售票機售票。
此站是由三次鐵道部管理的無人車站。在此停靠的藝備線和福鹽線共用相同的月台。車站往備後落合和福山一方設有藝備線和福鹽線的分支點，在分支點處設有交叉渡線。

### 月台
| 月台 | 路線                   | 上下行 | 方向           |
| ---- | ---------------------- | ------ | -------------- |
| 1    | 藝備線                 | 上行   | 備後落合方向   |
| 1    | 福鹽線                 | 上行   | 府中方向       |
| 2    | 藝備線 （包含 福鹽線） | 下行   | 三次、廣島方向 |

2號月台可從三次一方進入並往備後落合、府中方向出發。

## 使用狀況
以下為近年1日平均乘車人次列表。
| 年度               | 1日平均 乘車人次 | 參考資料 |
| ------------------ | ---------------- | -------- |
| 1981年（昭和56年） | 322              |          |
|                    |                  |          |
| 2002年（平成14年） | 262              | [ 6 ]    |
| 2003年（平成15年） |                  |          |
| 2004年（平成16年） |                  |          |
| 2005年（平成17年） |                  |          |
| 2006年（平成18年） |                  |          |
| 2007年（平成19年） |                  |          |
| 2008年（平成20年） |                  |          |
| 2009年（平成21年） |                  |          |
| 2010年（平成22年） |                  |          |
| 2011年（平成23年） | 167              | [ 7 ]    |
| 2012年（平成24年） | 147              | [ 7 ]    |
| 2013年（平成25年） | 156              | [ 7 ]    |
| 2014年（平成26年） | 150              | [ 7 ]    |
| 2015年（平成27年） | 150              | [ 7 ]    |
| 2016年（平成28年） | 148              | [ 7 ]    |
| 2017年（平成29年） | 139              | [ 7 ]    |
| 2018年（平成30年） | 134              |          |

## 車站周邊
- 鹽町的士（營業所在車站大樓內）
- 國道184號（日语：国道184号）
- 鹽町郵局
- 三次製作所（汽車零件製造）
- 三次風土記之丘 - 廣島縣立歷史民俗資料館
- 水果之森平田（平田觀光農園）
- 馬洗川
- 三次市立田幸小學
- 三次市立鹽町中學
- 廣島縣立三次青陵高等學校（日语：広島県立三次青陵高等学校）
- 天良山（日语：天良山）（向江田町）
- 國家歷史遺蹟陣山（日语：陣山）墳墓群（向江田町，四拾貫町）

## 相鄰車站
西日本旅客鐵道（JR西日本）
 藝備線
下和知－鹽町－神杉
 福鹽線（鹽町站至三次站之間為藝備線）
三良坂－鹽町－神杉

## 注腳
1. ↑  『停車場変遷大事典 国鉄・JR編』JTB 1998年
2. ↑  日本《官報》第1917號「鐵道省告示第205號」，1933年5月25日：第716頁。
3. ↑  日本《官報》第2059號「鐵道省告示第521號」，1933年11月10日：第221頁。
4. ↑  日本《官報》第2092號「鐵道省告示第593號」，1933年12月20日：第498頁。
5. ↑  日本《官報》第2092號「鐵道省告示第592號」，1933年12月20日：第498頁。
6. ↑  「飲食・小売の出店を科学する出店戦略情報局」之存檔數據
7. 1 2 3 4 5 6 7  國土數値情報 不同站的上下車人次數據

## 外部連結
- 鹽町｜車站資訊：JR出門網 - 西日本旅客鐵道（日語）